# Teoria BCS
La teoria della condensazione BCS  è stata una delle prime teorie microscopiche proposte per spiegare la superconduttività. Descrive la superconduttività sostanzialmente come un effetto quantistico di condensazione delle coppie di Cooper, che in questo modo si comportano come un insieme di bosoni come già predetto dal fisico Majorana. La teoria è impiegata anche in fisica nucleare, per descrivere l'interazione di accoppiamento tra nucleoni in un nucleo atomico.
La teoria B.C.S. prende il nome dalle iniziali dei fisici John Bardeen, Leon Cooper e Robert Schrieffer, che la proposero nel 1957 e per cui ricevettero il premio Nobel per la fisica nel 1972.

## Storia
Nel 1935 era stata proposta dai fratelli Fritz e Heinz London una prima teoria fenomenologica della superconduttività, riassunta nelle equazioni di London. 
Nel 1948 F. London propose che le equazioni di London potessero essere una conseguenza della coerenza di uno stato quantico. Nel 1950 viene sviluppata la teoria di Ginzburg-Landau, basata sulla teoria di Landau delle transizioni di fase del secondo ordine. Una transizione di fase è detta del secondo ordine se è senza calore latente ed ha solo un'anomalia nel calore specifico. Da un punto di vista sperimentale era evidente che la transizione superconduttrice fosse del secondo ordine. Nello stesso anno veniva scoperto il cosiddetto effetto isotopico, cioè veniva trovato con sufficiente precisione che la temperatura critica dei vari isotopi del mercurio diminuiva con l'inverso della radice quadrata del numero di massa dei vari isotopi.
Nel 1953 B. Pippard, basandosi su risultati sperimentali, propose che le equazioni di London dovessero tenere conto di nuovo parametro di scala, la lunghezza di coerenza superconduttrice. Successivamente 
J. Bardeen fece notare che se vi era un tale parametro di scala era necessario introdurre una teoria con un salto energetico. Tale salto energetico venne spiegato l'anno successivo da L. N. Cooper mediante stati legati di elettroni
soggetti a una forza attrattiva. Infine l'anno successivo Bardeen e Cooper insieme a J. R. Schrieffer misero insieme queste idee formulando la teoria completa
. La dimostrazione che la teoria preveda che la transizione di fase era del secondo ordine venne fatta in un articolo successivo. 
Nel 1986 Bednorz e Müller scoprirono studiando delle perovskiti nuovi materiali a temperatura critica molto maggiore. Tale scoperta ha trovato una nuova classe di superconduttori con temperature critiche molto più grandi dei superconduttori tradizionali. 
Questi nuovi superconduttori non sembrano descrivibili mediante la teoria BCS nella sua formulazione iniziale.

## Descrizione
A temperatura sufficientemente bassa, gli elettroni vicini alla superficie di Fermi, si accoppiano formando uno stato legato di natura bosonica, chiamato coppia di Cooper. Cooper ha mostrato che tale legame avviene in presenza di un potenziale attrattivo, anche se molto debole. Tale interazione attrattiva fra due elettroni è dovuta alla interazione elettrone-reticolo.  Le coppie di Cooper sono i portatori di carica delle supercorrenti elettriche.
L'interazione attrattiva fra i due elettroni è mediata dalle vibrazioni del reticolo cristallino, ovvero dallo scambio di un fonone. In una figurazione approssimativa di questo meccanismo, un elettrone si muove attraverso il solido e attrae verso di sé le vicine cariche positive del reticolo cristallino (gli ioni). La deformazione del reticolo cristallino fa muovere un altro elettrone verso la regione di maggiore carica positiva. I due elettroni sono dunque tenuti insieme con una certa energia di legame. Se questa energia di legame è maggiore dell'energia cinetica fornita dall'oscillazione termica degli atomi, la coppia di elettroni rimarrà legata. Sopra una certa temperatura, detta temperatura critica, l'agitazione termica è sufficiente a rompere la coppia.
In qualche maniera il meccanismo è il seguente:
Un elettrone in moto in un conduttore attrae le cariche positive vicine nel reticolo cristallino. Questa deformazione nel reticolo causa il moto di un altro elettrone, di spin opposto, nella regione in cui vi è una maggiore densità di cariche positive. Di conseguenza i due elettroni sono correlati. Poiché vi è un gran numero di tali coppie di elettroni in un superconduttore, tutte queste coppie si sovrappongono fortemente e formano un condensato fortemente correlato.  In questo stato condensato, la rottura di una coppia cambierà l'energia dell'intero condensato, non solo quella di una singola coppia. In qualche maniera l'energia necessaria a rompere una singola coppia è legata all'energia a rompere tutte le coppie. Quindi questo meccanismo collettivo rende il condensato estremamente stabile. Quindi il comportamento collettivo del condensato è il meccanismo alla base della superconduttività.

### Dettagli sulla teoria
La teoria BCS parte dall'ipotesi che vi sia una qualche forma di interazione attrattiva che ha un effetto maggiore della repulsione coulombiana. Nella maggior parte dei materiali (superconduttori a bassa temperatura), questa forza attrattiva è causata indirettamente dall'accoppiamento tra gli elettroni ed il reticolo cristallino, come descritto sopra. Tuttavia, il risultato della teoria BCS non dipende dalla origine della interazione attrattiva. Infatti, qualcosa di simile alle coppie di Cooper sono stati osservati anche in gas ultrafreddi di fermioni con l'applicazione di un campo magnetico. Il risultato originale BCS descrive lo stato superconduttore come onda s, questa sembra la regola per i superconduttori a bassa temperatura, mentre i nuovi materiali superconduttori non convenzionale sembrano più del tipo onda d.
Quindi si è provato ad estendere i risultati della teoria BCS tenendo conto di queste peculiarità dei superconduttori non convenzionali, ma, apparentemente tali estensioni della teoria, non sono ancora sufficienti a descrivere tutti i fenomeni osservati.
La teoria BCS è capace di dare una approssimazione per lo stato quantistico a molti corpi del sistema di elettroni (che si attraggono) dentro il metallo.
Questo stato è attualmente detto stato BCS. Nello stato normale di un metallo, gli elettroni si muovono indipendentemente, mentre nello stato BCS essi sono legati in coppie di Cooper dalla interazione attrattiva. Il formalismo BCS è basato sul potenziale ridotto dalla attrazione tra gli elettroni. Nell'ambito di questo potenziale è proposta una ansatz (ipotesi a priori) variazionale per la funzione d'onda a molti corpi. Tale ipotesi a priori si dimostra essere esatta nel limite di coppie molto dense. Rimane un problema dibattuto, anche nell'ambito dei gas ultrafreddi, dove porre il limite tra regime diluito e denso di coppie di fermioni che si attraggono.

### Risultati sperimentali alla base della teoria
Secondo il portale HyperPhysics, curato dalla Georgia State University, i risultati sperimentali cruciali per la teoria sono i seguenti:
- Evidenza di una banda proibita (energy gap) all'energia di Fermi (descritta come "un pezzo di chiave nel puzzle")

l'esistenza di una temperatura critica e di un campo magnetico critico implica l'esistenza di una energy gap, ma anche presuppone una transizione di fase. Ma il principio di esclusione di Pauli impedisce agli elettroni, che sono dei fermioni di condensare nello stesso stato energetico. Quindi è necessario che gli elettroni debbano comportarsi come dei bosoni per potere formare un condensato e quindi non essere soggetti al principio di esclusione di Pauli ma alla statistica di Bose-Einstein.
- Effetto isotopico sulla temperatura, suggerisce che sia importante l'interazione elettrone reticolo.

l'energia di Debye dei fononi in un reticolo è proporzionale all'inverso della radice quadrata della massa degli ioni del reticolo, ma anche la temperatura critica ha la stessa dipendenza.
- Una crescita esponenziale del calore specifico nella regione critica

Una variazione esponenziale del calore specifico nell'intorno della temperatura critica è possibile se vi è una energy gap. Tale aumento si verifica in un intervallo di temperatura di pochi gradi.
- La diminuzione della energy gap quando ci si avvicina alla temperatura critica

Questo implica che esiste una energia di legame (da cui deriva la banda proibita), che diventa via via più debole avvicinandosi alla temperatura critica. L'esistenza di una energia di legame presuppone che due o più particelle siano unite nello stato superconduttore.

## Previsioni della teoria
La teoria BCS predice molte proprietà che sono indipendenti dal dettaglio della interazione, 
poiché le previsioni quantitative, descritte di seguito, valgono per qualsiasi attrazione sufficientemente debole tra gli elettroni e quest'ultima condizione è soddisfatta per molti superconduttori a bassa temperatura - il cosiddetto caso di accoppiamento debole. Queste previsioni sono state confermate sperimentalmente:
- Gli elettroni formano le coppie di Cooper e queste coppie sono correlate a causa del principio di esclusione di Pauli per gli elettroni, da cui sono costituiti. Quindi, per rompere una coppia, si devono cambiare le energie di tutte le altre coppie. Ciò significa che è necessaria fornire una energia finita per l'eccitazione di singola particella, a differenza dei normali metalli (dove lo stato di un elettrone può essere modificato aggiungendo una quantità arbitrariamente piccola di energia). Questo gap energetico è più alto alle basse temperature, ma svanisce alla temperatura di transizione quando la superconduttività cessa di esistere. La teoria BCS fornisce un'espressione che mostra come il gap cresce con la forza dell'interazione attrattiva e della densità degli stati al livello di Fermi. Inoltre, descrive come la densità degli stati viene modificata con la transizione superconduttrice, dove non ci sono più stati elettronici a livello di Fermi. Il gap energetico è misurabile direttamente osservato negli esperimenti di tunneling[11] e nell'assorbimento delle microonde[12].
- La teoria prevede che esiste una relazione ben precisa tra gap di energia Δ (allo zero assoluto) e la temperatura critica Tc[13]:

{\displaystyle \Delta (T=0)=1.764\,k_{B}T_{c}}
Inoltre vicino alla temperatura critica esiste una relazione che può scriversi approssimativamente come:
{\displaystyle \Delta (T\to T_{c})\approx 3.07\,k_{B}T_{c}{\sqrt {1-(T/T_{c})}}}
- A causa della energy gap, il calore specifico nei superconduttori diminuisce esponenzialmente a bassa temperatura: in quanto diminuiscono esponenzialmente le eccitazioni termiche. Tuttavia, nelle vicinanze della temperatura critica, il calore specifico vale 2.5 volte di quello misurato al di sopra della transizione.
- La teoria prevede sia l'effetto Meissner, cioè la espulsione del campo magnetico dei superconduttori, che la variazione della lunghezza di penetrazione con la temperatura.
- I superconduttori espellono il campo magnetico se non supera un valore massimo, detto campo critico, la teoria stabilisce il suo valore allo zero assoluto in funzione della temperatura critica e della densità degli stati, ma anche prevede la sua dipendenza dalla temperatura.
- Nella forma più semplice, la teoria BCS stabilisce la relazione tra la temperatura critica Tc con sia l'energia di accoppiamento elettrone-fonone V (che ha però la Dimensione fisica di un volume) che la temperatura di Debye TD:

{\displaystyle \,T_{c}=1.13T_{D}\,{e^{-1/N(0)\,V}},}
dove N(0) è la densità degli stati nel livello di Fermi.
- La teoria BCS prevede l'effetto isotopico, che è l'osservazione sperimentale che la temperatura critica è inversamente proporzionale alla radice quadrata della massa dell'isotopo di cui è costituito il superconduttore. Il mercurio ha un numero notevole di isotopi stabile e quindi l'osservazione sperimentale è stata fatta su tale elemento per la prima volta negli 1950[3][4]. Questa osservazione ha permesso di correlare la superconduttività alle proprietà del reticolo e di conseguenza alle vibrazioni elementari di esso attraverso i fononi.
- La teoria ha permesso di ricavare pochi anni dopo sia la quantizzazione del flusso magnetico che l'effetto Josephson.